# 1685
Il 1685 (MDCLXXXV in numeri romani) è un anno  del XVII secolo.

## Eventi
- 6 febbraio – In Inghilterra Giacomo II succede al trono dopo la morte del fratello Carlo II Stuart.
- 18 ottobre – Luigi XIV approva l'Editto di Fontainebleau, che revoca l'Editto di Nantes e dichiara illegale qualsiasi pratica religiosa differente dal cattolicesimo. Principali vittime saranno i calvinisti e gli ebrei. La nuova norma causa l'esodo di un numero imprecisato di persone (da 100.000 a 250.000) verso Province Unite, Inghilterra, Germania, Svizzera, colonie inglesi d'America e provincia del Capo.
- 29 ottobre – Federico Guglielmo I di Brandeburgo emana l'Editto di Potsdam con il quale, come aveva promesso in precedenza, accoglie gli ugonotti francesi.
- Avvistamenti del leggendario Lupo di Ansbach nel Principato di Ansbach.
- Eruzione esplosiva del Vesuvio.

## Nati

### Gennaio
- 1º gennaio - Teresa Caterina Lubomirska, principessa polacca († 1712)
- 7 gennaio - Jonas Alströmer, imprenditore svedese († 1761)
- 9 gennaio - Tiberius Hemsterhuis, filologo e critico letterario olandese († 1766)
- 18 gennaio - Charles René Billuart, teologo francese († 1757)
- 19 gennaio - Sebastián de Eslava, generale spagnolo († 1759)
- 31 gennaio - Girolamo de Bardi, cardinale italiano († 1761)

### Febbraio
- 2 febbraio - Amand von Buseck, vescovo cattolico e abate tedesco († 1756)
- 4 febbraio - Pietro Antonio Falco, presbitero e inventore italiano († 1752)
- 8 febbraio - Charles-Jean-François Hénault, drammaturgo, storico e scrittore francese († 1770)
- 9 febbraio - Francesco Loredan, doge († 1762)
- 10 febbraio - Aaron Hill, drammaturgo e scrittore inglese († 1750)
- 12 febbraio - George Hadley, avvocato e fisico inglese († 1768)
- 17 febbraio - Louis de l'Isle de la Croyère, astronomo e esploratore francese († 1741)
- 23 febbraio - Georg Friedrich Händel, compositore tedesco († 1759)
- 26 febbraio - Tolomeo III Saverio Gallio, VI duca di Alvito, nobile italiano († 1711)

### Marzo
- 2 marzo - Moses Williams, antiquario e religioso gallese († 1742)
- 7 marzo - Ludovico Perini, ingegnere e architetto italiano († 1731)
- 11 marzo - Jean-Pierre Niceron, scrittore francese († 1738)
- 12 marzo - George Berkeley, filosofo, teologo e vescovo anglicano irlandese († 1753)
- 17 marzo - Jean-Marc Nattier, pittore francese († 1776)
- 26 marzo - Germain Louis Chauvelin, politico francese († 1762)
- 31 marzo - Johann Sebastian Bach, compositore e musicista tedesco († 1750)

### Aprile
- 18 aprile - Jacques-Pierre de Taffanel de La Jonquière, ammiraglio e funzionario francese († 1752)
- 24 aprile - Cosimo Imperiali, cardinale italiano († 1764)
- 30 aprile - Carlo Ambrogio Mezzabarba, patriarca cattolico italiano († 1741)
- 30 aprile - Hermann Friedrich Teichmeyer, medico e botanico tedesco († 1746)

### Maggio
- 6 maggio - Sofia Luisa di Meclemburgo-Schwerin, regina († 1735)
- 8 maggio - Michelangelo Caetani, X duca di Sermoneta, nobile italiano († 1759)
- 9 maggio - Clemente Ruta, pittore italiano († 1767)
- 19 maggio - Neri Maria Corsini, cardinale italiano († 1770)
- 27 maggio - Simone Maria Poggi († 1749)
- 29 maggio - Heinrich Köhler, filosofo tedesco († 1737)

### Giugno
- 1º giugno - Peregrine Lascelles, generale britannico († 1772)
- 1º giugno - Ferdinando Bernualdo Filippo Orsini d'Aragona, principe italiano († 1734)
- 10 giugno - Harry Grey, III conte di Stamford, nobile britannico († 1739)
- 14 giugno - Carlotta Guglielmina di Sassonia-Coburgo-Saalfeld, principessa († 1767)
- 21 giugno - Antonio Bernacchi, contralto italiano († 1756)
- 24 giugno - Hans von Lehwaldt, generale prussiano († 1768)
- 29 giugno - Pierre-François Guyot Desfontaines, abate, critico letterario e traduttore francese († 1745)
- 30 giugno - John Gay, poeta e drammaturgo britannico († 1732)
- 30 giugno - Dominikus Zimmermann, architetto tedesco († 1766)

### Luglio
- 5 luglio - Claude Lamoral II di Ligne, militare belga († 1766)

### Agosto
- 6 agosto - Martin Bouquet, monaco cristiano, storico e filologo francese († 1754)
- 13 agosto - Carpoforo Mazzetti Tencalla, pittore e scultore svizzero († 1743)
- 14 agosto - João da Motta e Silva, cardinale portoghese († 1747)
- 15 agosto - Jacob Theodor Klein, giurista, botanico e matematico polacco († 1759)
- 18 agosto - Brook Taylor, matematico britannico († 1731)
- 20 agosto - Farrukh Siyar, sovrano († 1719)

### Settembre
- 4 settembre - Giovanni Adolfo II di Sassonia-Weissenfels, militare tedesco († 1746)
- 17 settembre - Lelio Dalla Volpe, tipografo italiano († 1749)
- 17 settembre - Carlo Augusto di Nassau-Weilburg, militare tedesco († 1753)
- 20 settembre - Giuseppe Matteo Alberti, compositore italiano († 1751)
- 21 settembre - Nicolò Tron, politico, imprenditore e agronomo italiano († 1771)
- 22 settembre - Giovanni Mercurino Antonio Arborio di Gattinara, vescovo cattolico italiano († 1743)

### Ottobre
- 1º ottobre - Carlo VI d'Asburgo, sovrano († 1740)
- 4 ottobre - Costantino Vigilante, vescovo cattolico italiano († 1754)
- 25 ottobre - Zaccaria Canal, politico e diplomatico italiano († 1746)
- 26 ottobre - Domenico Scarlatti, clavicembalista e compositore italiano († 1757)

### Novembre
- 5 novembre - Peter Angelis, pittore francese († 1734)
- 11 novembre - Florida Cevoli, religiosa italiana († 1767)
- 17 novembre - Pierre Gaultier de Varennes de la Vérendrye, esploratore francese († 1749)
- 18 novembre - Antoine Dérizet, architetto francese († 1768)
- 24 novembre - Dorotea di Schleswig-Holstein-Sonderburg-Beck, principessa danese († 1761)
- 28 novembre - Gabrielle-Suzanne Barbot de Villeneuve, scrittrice francese († 1755)

### Dicembre
- 6 dicembre - Maria Adelaide di Savoia, principessa († 1712)
- 8 dicembre - Giovanni Maria Farina, profumiere italiano († 1766)
- 8 dicembre - Francesco Grassi, archeologo e antiquario italiano († 1762)
- 12 dicembre - Lodovico Giustini, compositore, organista e clavicembalista italiano († 1743)
- 16 dicembre - Charles Cressent, scultore e ebanista francese († 1768)

### Senza giorno specificato
- Setthathirat II, sovrano laotiano († 1730)
- Filippo Argelati, storico e numismatico italiano († 1755)
- Domenico Luigi Barone, drammaturgo italiano († 1757)
- Antonio Benevoli, medico italiano († 1758)
- Thomas Bligh, ufficiale e politico irlandese († 1775)
- Giovanni Battista Canossa, incisore e intagliatore italiano († 1747)
- Mary Clavering, nobildonna inglese († 1724)
- Antonio Celestino Cocchi, medico, botanico e scrittore italiano († 1747)
- Lorenzo De Mari, doge († 1772)
- Balthasar Denner, pittore tedesco († 1749)
- Robert Dundas il Vecchio, giurista scozzese († 1753)
- Johann Gottfried Fehre, architetto tedesco († 1753)
- Duncan Forbes, politico scozzese († 1747)
- André Gonçalves, pittore portoghese († 1754)
- Lorenzo Guadagnini, liutaio italiano († 1746)
- Bartolomeu de Gusmão, gesuita, inventore e naturalista portoghese († 1724)
- Justus van Huysum II, pittore e disegnatore olandese († 1707)
- Georg Christoph Martini, pittore, scultore e scrittore tedesco († 1745)
- Pietro Micheli, pittore italiano († 1750)
- Francesco Monti, pittore e disegnatore italiano († 1768)
- Ferdinando Mosca, architetto e intagliatore italiano († 1773)
- Grigorij Ivanovič Orlov, militare e politico russo († 1746)
- George Payne, funzionario e scrittore britannico († 1757)
- Mary Read, pirata britannica († 1721)
- Catherine Tofts, soprano inglese († 1756)
- Ivan Petrovič Tolstoj, politico russo († 1728)
- Joshua Ward, medico inglese († 1761)

## Morti

### Gennaio
- 5 gennaio - Herman Saftleven II, pittore, incisore e disegnatore olandese (n. 1609)
- 13 gennaio - Daniello Bartoli, gesuita, storico e scrittore italiano (n. 1608)
- 16 gennaio - Jacques Pousset de Montauban, drammaturgo francese (n. 1610)
- 25 gennaio - Franco Folli, medico italiano (n. 1624)
- 30 gennaio - Innico Caracciolo, cardinale e arcivescovo cattolico italiano (n. 1607)

### Febbraio
- 4 febbraio - Ippolito II Bentivoglio, nobile italiano (n. 1630)
- 6 febbraio - Carlo II d'Inghilterra, sovrano inglese (n. 1630)
- 10 febbraio - Filippo Cesarini, nobile italiano
- 16 febbraio - Ibrahim Shah di Johor, sovrano malese
- 20 febbraio - Sofia Amalia di Brunswick-Lüneburg, sovrana danese (n. 1628)
- 22 febbraio - Eustachio Divini, ottico e astronomo italiano (n. 1610)
- 23 febbraio - Emerich Sinelli, vescovo cattolico austriaco (n. 1622)
- 24 febbraio - Charles Howard, I conte di Carlisle, nobile, politico e militare inglese (n. 1629)
- 24 febbraio - Isabella Clara d'Austria, duchessa (n. 1629)

### Marzo
- 2 marzo - Giovanni Lucido Cattaneo, vescovo cattolico italiano (n. 1613)
- 2 marzo - Coenraet Decker, incisore olandese (n. 1650)
- 9 marzo - Carpoforo Tencalla, pittore svizzero (n. 1623)
- 22 marzo - Go-Sai, imperatore giapponese (n. 1638)
- 30 marzo - Federico Casimiro di Hanau, conte tedesco (n. 1623)
- 31 marzo - Juan Hidalgo de Polanco, compositore e arpista spagnolo (n. 1614)

### Aprile
- 8 aprile - Girolamo Gastaldi, cardinale e arcivescovo cattolico italiano (n. 1616)
- 13 aprile - Natale Monferrato, compositore e direttore di coro italiano (n. 1610)
- 14 aprile - Thomas Otway, drammaturgo inglese (n. 1652)
- 24 aprile - Pier Giulio Dolfin, vescovo italiano (n. 1634)
- 26 aprile - Luigi Alessandro Omodei, cardinale italiano (n. 1608)
- 29 aprile - Luc d'Achery, monaco cristiano e storico francese (n. 1609)

### Maggio
- 1º maggio - Renato II Borromeo, nobile italiano (n. 1618)
- 2 maggio - Adriaen van Ostade, pittore e incisore olandese (n. 1610)
- 17 maggio - Claude François, pittore francese (n. 1614)
- 26 maggio - Carlo II del Palatinato, nobile (n. 1651)

### Giugno
- 8 giugno - Thomas Bond, I baronetto, nobile inglese (n. 1658)
- 9 giugno - Laura Margherita Mazzarino, italiana (n. 1608)
- 15 giugno - Ottone Enrico del Carretto, nobile e generale italiano (n. 1639)
- 30 giugno - Archibald Campbell, IX conte di Argyll, politico e militare scozzese (n. 1629)

### Luglio
- 15 luglio - James Scott, I duca di Monmouth, nobile e militare inglese (n. 1649)
- 16 luglio - Massimiliano Savelli Palombara, nobile, alchimista e poeta italiano (n. 1614)
- 28 luglio - Henry Bennet, I conte di Arlington, politico britannico (n. 1618)

### Agosto
- 8 agosto - Sassoferrato, pittore italiano (n. 1609)
- 11 agosto - Francesco Antonio Gallo, vescovo cattolico e nobile italiano (n. 1611)
- 21 agosto - Juan Francisco de Montemayor de Cuenca, giurista, magistrato e scrittore spagnolo (n. 1618)
- 22 agosto - Pier Francesco Silvani, architetto italiano (n. 1619)
- 24 agosto - Giuseppe Chiara, missionario italiano (n. 1602)
- 25 agosto - Francisco Herrera il Giovane, pittore e architetto spagnolo (n. 1622)

### Settembre
- 9 settembre - Bonaventura Presti, architetto e ingegnere italiano
- 11 settembre - Paolo Savelli, cardinale italiano (n. 1622)
- 15 settembre - Ippolito Centurione, nobile e corsaro italiano (n. 1631)
- 19 settembre - Carlo Gonzaga, marchese (n. 1618)
- 22 settembre - Ignazio Albertini, compositore italiano (n. 1644)

### Ottobre
- 2 ottobre - David Teniers III, pittore fiammingo (n. 1638)
- 3 ottobre - Juan Carreño de Miranda, pittore spagnolo (n. 1614)
- 3 ottobre - Johann Heinrich Roos, pittore tedesco (n. 1631)
- 5 ottobre - Dionisio Bellante, violinista e compositore italiano (n. 1610)
- 6 ottobre - Vittorio Siri, monaco cristiano, storico e matematico italiano (n. 1608)
- 20 ottobre - Robert Bruce, II conte di Elgin, nobile e politico scozzese (n. 1626)
- 23 ottobre - Elizabeth Gaunt, inglese
- 29 ottobre - Anne Wharton, poetessa e drammaturga inglese (n. 1659)
- 30 ottobre - Michel Le Tellier, politico francese (n. 1603)

### Novembre
- 4 novembre - Alberto Sigismondo di Baviera, vescovo cattolico tedesco (n. 1623)
- 4 novembre - Girolamo Grimaldi-Cavalleroni, cardinale e arcivescovo cattolico italiano (n. 1597)
- 9 novembre - Luigi-Armando I di Borbone-Conti, militare francese (n. 1661)
- 16 novembre - Jean Juchereau De La Ferté, funzionario francese (n. 1620)
- 26 novembre - Lorenzo Adami, militare italiano (n. 1630)
- 28 novembre - Maffeo Barberini, II principe di Palestrina, nobile italiano (n. 1631)
- 28 novembre - Nicolas de Neufville de Villeroy, generale e nobile francese (n. 1598)

### Dicembre
- 12 dicembre - John Pell, matematico e linguista inglese (n. 1611)
- 19 dicembre - Carlo Fedeli, musicista e compositore italiano
- 25 dicembre - Jacob Spon, archeologo, antropologo e numismatico francese (n. 1647)
- 30 dicembre - Ferdinando de Roxas, vescovo cattolico italiano (n. 1650)

### Senza giorno specificato
- William Cochrane, I conte di Dundonald, politico e nobile scozzese (n. 1605)
- David Conforte, storico tedesco (n. 1618)
- Andrea De Lione, pittore italiano (n. 1610)
- Robert Drouin, operaio francese (n. 1607)
- Gheorghe Duca, nobile rumeno
- William Dyre, politico inglese
- Jan Gniński, diplomatico e politico polacco (n. 1620)
- Giulio Cesare Gonzaga di Palazzolo, nobile italiano (n. 1605)
- Charles Hamilton, V conte di Haddington, nobile scozzese (n. 1650)
- Yatsuhashi Kengyō, musicista giapponese (n. 1614)
- Jean L'Escuyer, pirata francese
- Charles Le Moyne, esploratore francese (n. 1626)
- Giuseppe Marullo, pittore italiano
- Placido Puccinelli, storico italiano (n. 1609)
- Francisco Rizi, pittore spagnolo (n. 1608)
- Mario Savioni, cantore, compositore e presbitero italiano (n. 1606)
- Johannes Withoos, pittore olandese
- Justino de Neve, presbitero e collezionista d'arte spagnolo (n. 1625)
- Giancola del Mercato, giurista, storico e politico italiano (n. 1618)

## Calendario
| Calendario 1685 | Calendario 1685 | Calendario 1685 | Calendario 1685 | Calendario 1685 | Calendario 1685 | Calendario 1685 | Calendario 1685 | Calendario 1685 | Calendario 1685 | Calendario 1685 | Calendario 1685 | Calendario 1685 | Calendario 1685 | Calendario 1685 | Calendario 1685 | Calendario 1685 | Calendario 1685 | Calendario 1685 | Calendario 1685 | Calendario 1685 | Calendario 1685 | Calendario 1685 | Calendario 1685 | Calendario 1685 | Calendario 1685 | Calendario 1685 | Calendario 1685 | Calendario 1685 | Calendario 1685 | Calendario 1685 | Calendario 1685 | Calendario 1685 |
| --------------- | --------------- | --------------- | --------------- | --------------- | --------------- | --------------- | --------------- | --------------- | --------------- | --------------- | --------------- | --------------- | --------------- | --------------- | --------------- | --------------- | --------------- | --------------- | --------------- | --------------- | --------------- | --------------- | --------------- | --------------- | --------------- | --------------- | --------------- | --------------- | --------------- | --------------- | --------------- | --------------- |
|                 | 1               | 2               | 3               | 4               | 5               | 6               | 7               | 8               | 9               | 10              | 11              | 12              | 13              | 14              | 15              | 16              | 17              | 18              | 19              | 20              | 21              | 22              | 23              | 24              | 25              | 26              | 27              | 28              | 29              | 30              | 31              |                 |
| Gennaio         | Lu              | Ma              | Me              | Gi              | Ve              | Sa              | Do              | Lu              | Ma              | Me              | Gi              | Ve              | Sa              | Do              | Lu              | Ma              | Me              | Gi              | Ve              | Sa              | Do              | Lu              | Ma              | Me              | Gi              | Ve              | Sa              | Do              | Lu              | Ma              | Me              |                 |
| Febbraio        | Gi              | Ve              | Sa              | Do              | Lu              | Ma              | Me              | Gi              | Ve              | Sa              | Do              | Lu              | Ma              | Me              | Gi              | Ve              | Sa              | Do              | Lu              | Ma              | Me              | Gi              | Ve              | Sa              | Do              | Lu              | Ma              | Me              |                 |                 |                 |                 |
| Marzo           | Gi              | Ve              | Sa              | Do              | Lu              | Ma              | Me              | Gi              | Ve              | Sa              | Do              | Lu              | Ma              | Me              | Gi              | Ve              | Sa              | Do              | Lu              | Ma              | Me              | Gi              | Ve              | Sa              | Do              | Lu              | Ma              | Me              | Gi              | Ve              | Sa              |                 |
| Aprile          | Do              | Lu              | Ma              | Me              | Gi              | Ve              | Sa              | Do              | Lu              | Ma              | Me              | Gi              | Ve              | Sa              | Do              | Lu              | Ma              | Me              | Gi              | Ve              | Sa              | Do              | Lu              | Ma              | Me              | Gi              | Ve              | Sa              | Do              | Lu              |                 |                 |
| Maggio          | Ma              | Me              | Gi              | Ve              | Sa              | Do              | Lu              | Ma              | Me              | Gi              | Ve              | Sa              | Do              | Lu              | Ma              | Me              | Gi              | Ve              | Sa              | Do              | Lu              | Ma              | Me              | Gi              | Ve              | Sa              | Do              | Lu              | Ma              | Me              | Gi              |                 |
| Giugno          | Ve              | Sa              | Do              | Lu              | Ma              | Me              | Gi              | Ve              | Sa              | Do              | Lu              | Ma              | Me              | Gi              | Ve              | Sa              | Do              | Lu              | Ma              | Me              | Gi              | Ve              | Sa              | Do              | Lu              | Ma              | Me              | Gi              | Ve              | Sa              |                 |                 |
| Luglio          | Do              | Lu              | Ma              | Me              | Gi              | Ve              | Sa              | Do              | Lu              | Ma              | Me              | Gi              | Ve              | Sa              | Do              | Lu              | Ma              | Me              | Gi              | Ve              | Sa              | Do              | Lu              | Ma              | Me              | Gi              | Ve              | Sa              | Do              | Lu              | Ma              |                 |
| Agosto          | Me              | Gi              | Ve              | Sa              | Do              | Lu              | Ma              | Me              | Gi              | Ve              | Sa              | Do              | Lu              | Ma              | Me              | Gi              | Ve              | Sa              | Do              | Lu              | Ma              | Me              | Gi              | Ve              | Sa              | Do              | Lu              | Ma              | Me              | Gi              | Ve              |                 |
| Settembre       | Sa              | Do              | Lu              | Ma              | Me              | Gi              | Ve              | Sa              | Do              | Lu              | Ma              | Me              | Gi              | Ve              | Sa              | Do              | Lu              | Ma              | Me              | Gi              | Ve              | Sa              | Do              | Lu              | Ma              | Me              | Gi              | Ve              | Sa              | Do              |                 |                 |
| Ottobre         | Lu              | Ma              | Me              | Gi              | Ve              | Sa              | Do              | Lu              | Ma              | Me              | Gi              | Ve              | Sa              | Do              | Lu              | Ma              | Me              | Gi              | Ve              | Sa              | Do              | Lu              | Ma              | Me              | Gi              | Ve              | Sa              | Do              | Lu              | Ma              | Me              |                 |
| Novembre        | Gi              | Ve              | Sa              | Do              | Lu              | Ma              | Me              | Gi              | Ve              | Sa              | Do              | Lu              | Ma              | Me              | Gi              | Ve              | Sa              | Do              | Lu              | Ma              | Me              | Gi              | Ve              | Sa              | Do              | Lu              | Ma              | Me              | Gi              | Ve              |                 |                 |
| Dicembre        | Sa              | Do              | Lu              | Ma              | Me              | Gi              | Ve              | Sa              | Do              | Lu              | Ma              | Me              | Gi              | Ve              | Sa              | Do              | Lu              | Ma              | Me              | Gi              | Ve              | Sa              | Do              | Lu              | Ma              | Me              | Gi              | Ve              | Sa              | Do              | Lu              |                 |